# Gypsy
"Gypsy" je pjesma kolumbijske pjevačice Shakire. Objavljena je 26. ožujka 2010.  kao četvrti singl za njen album She Wolf. Snimljena je i španjolska verzija pjesme pod nazivom "Gitana" koja je objavljena u zemljama španjolskog govornog područja.

## Videospot
Videspot za pjesmu "Gypsy" snimljen je pod redateljskom palicom Jaume de Laiguane u Barceloni. Premijera spota bila je 26. veljače 2010. godine na MTV-u. U spotu se pojavljuje španjolski tenisač Rafael Nadal koji glumi Shakirinog dečka. U spotu Shakira svira usnu harmoniku pleše i na kraju ljubi svog dečka.

## Popis pjesama
- Digitali EP

1. "Gypsy" - 3:18
2. "Gitana" - 3:26
3. "Gypsy (Freemasons Remix)" - 3:26
4. "Gypsy" (Video)- 3:36

- Njemački CD singl

1. "Gypsy" - 3:18
2. "Gypsy (Freemasons Remix)" - 3:26

- Promotivni CD singl[2]

1. "Gypsy" - 3:18

## Ljestvice
| Ljestvice (2010.)             | Najviša pozicija |
| ----------------------------- | ---------------- |
| Austrija                      | 11               |
| Belgija (Flandrija)           | 54               |
| Belgija (Valonija)            | 40               |
| Europa                        | 25               |
| Njemačka                      | 7                |
| Rusija                        | 80               |
| SAD Billboard Latin Songs     | 6                |
| SAD Billboard Latin Pop Songs | 1                |
| Slovačka                      | 23               |
| Španjolska                    | 5                |
| Švicarska                     | 12               |

## Povijest objavljivanja
| Država                 | Datum             | Format   | Kuća                     |
| ---------------------- | ----------------- | -------- | ------------------------ |
| Svijet                 | 22. veljače 2010. | airplay  | Sony Music Entertainment |
| Njemačka               | 26. ožujka 2010.  | CD singl | Sony Music Entertainment |
| Ujedinjeno Kraljevstvo | 12. travnja 2010. | CD singl | Sony Music Entertainment |